# Zgornji Petelinjek
Zgornji Petelinjek je naselje v Občini Lukovica. Ime izhaja iz osnove petelin. V vasi za magistralno cesto stoji nekdanja vojaška kasarna, ki je kasneje služila kot dom in obrat žgnajekuhe rodbine Pustotnik.
Leta 1845 se je v Zgornjem Petelinjku rodil Feliks Suk, slovenski pedagog, duhovnik in teolog.
V vasi ima svoj sedež tudi Športno društvo za Airsoft - Rokovnjac Airsoft Klub.